# Ptilocaulis arbora
Ptilocaulis arbora är en svampdjursart som först beskrevs av Sim, Kim och Byeon 1990.  Ptilocaulis arbora ingår i släktet Ptilocaulis och familjen Axinellidae.
Artens utbredningsområde är havet utanför Sydkorea. Inga underarter finns listade i Catalogue of Life.